# 조성칠
조성칠(趙誠七, 1962년 9월 21일 ~ )은 대한민국의 제8대 대전광역시의원이다.

## 학력
- 고려대학교 중어중문학 학사

## 경력
- 대전민족예술단체총연합 상임이사
- 원도심문화예술인연대 공동대표
- 대전독립영화협회 대표
- 더불어민주당 대전시당 중구 지역위원회 부위원장
- 2018년 7월 1일 ~ 2022년 6월 30일: 제8대 대전광역시의회 의원

## 역대 선거 결과
|  | 51.4% |

|  | 44.07% |